# K-MIX Slow-City
K-MIX Slow-City（ケイミックス・スロウ・シティ）は、静岡エフエム放送（K-MIX）で放送されているラジオ番組である。

## 概要
前番組『K-MIX FRIDAY CABIN』のパーソナリティーを務めていた川﨑玲奈が2025年3月でK-MIXを退社するため、担当していた番組をほぼすべて降板（『K-MIX Blue Moment』を除く）。これを受け、新たな金曜昼のワイド番組として放送開始した。
当番組ではパーソナリティーの牧村一穂が金曜の昼を"心地よく、ゆったりとガイドすること"をコンセプトとしている。

## パーソナリティ
- 牧村一穂（K-MIXアナウンサー・パーソナリティ）

## コーナー
- エマージェンシーセンター

防災士・看護師の資格を持つ牧村が3分間で分かりやすく防災情報を伝える。
- ヘッドフォン推進センター

最新の音楽ニュースを紹介。牧村が好きなアイドルについても取り上げる。
- トレンドプレスルーム

マーケティング専門紙『日経MJ』の永井編集長に最新のトレンドについて尋ねる。